# 捷利齊亞河
泰利察河（烏克蘭語：Телиця），是烏克蘭西部的河流，屬於拉塔河的支流。該河發源自布多-沃羅布伊，流經利維夫州的利維夫區，河道全長10公里，流域面積31.1平方公里。